# Domenico Guidi

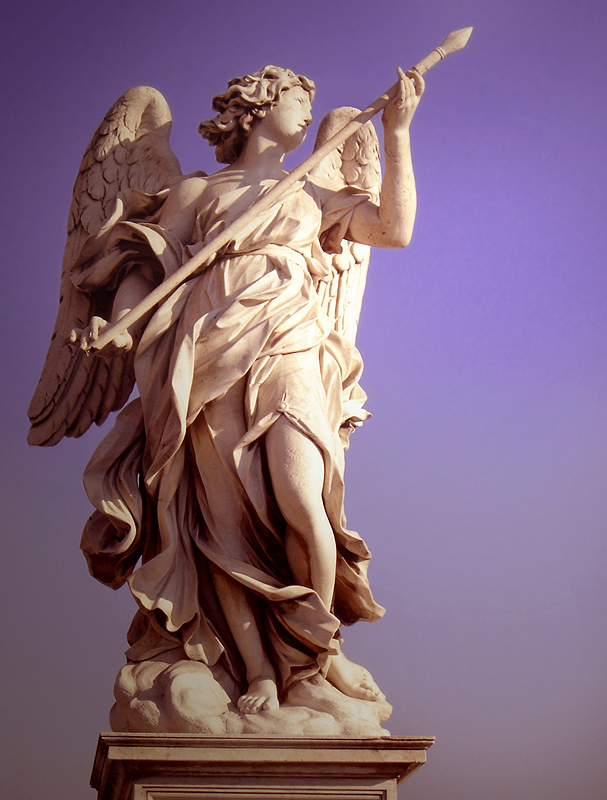
La escultura del Ángel con lanza

Domenico Guidi (Carrara, 6 de junio de 1625 - Roma, 28 de marzo de 1701), fue un escultor italiano.

## Biografía
Se trasladó a Nápoles en 1639 y desde 1648 estaba en Roma, donde entró en el estudio de Alessandro Algardi, con quien colaboró en muchas obras. Fue un escultor de talento muy apreciado tanto en Italia como en el extranjero.
Entre sus obras más conocidas está la Sagrada Familia (1676-1683) en el altar mayor de la iglesia de Sant'Agnese in Agone  en la plaza Navona, La Caridad para la tumba de Orazio Falconieri y de Octavia Sacchetti en el ábside de la basílica de San Giovanni Battista dei Fiorentini, también en Roma.
Guidi trabajó en gran cantidad para la Roma barroca, realizó un Ángel con lanza para el Vía Crucis de Bernini en el puente Sant'Angelo, el monumento a Carlo de  Montecatini en Santa María en Aquiro, el monumento a Camillo del Corno en la Iglesia de Jesús y María en la Via del Corso y la alegoría de La Prudencia y el monumento a Gaspare Thiene en Sant'Andrea della Valle.
Muy apreciado en el extranjero, trabajó con Ercole Ferrata en la decoración escultórica de la catedral de Breslau y sus documentos de trabajo explican su actividad en la coordinación y aplicación de elementos escultóricos para las fuentes de los Jardines de Versalles. Es obra de Domenico Guidi también el crucificado situado en el panteón del Monasterio de El Escorial, para Felipe II en Madrid.